# MTV K
MTV K era un canal de televisión musical perteneciente a MTV Networks, que es una filial de Viacom, dirigido al público Coreano-estadounidense, proporcionando programas que muestran el talento y la cultura de Corea y la población Corea estadounidense.
Este canal fue lanzado sobre DirectTV el 27 de junio de 2006, con un vídeo de música coreana, “My Name” por la sensación corea estadounidense BoA’s.
MTV K era presentado en inglés y combina la mejor programación de sus afiliados internacionales con noticias, acontecimientos, entre otros.